# Куревино (Никольский район)
Куревино — деревня в Никольском районе Вологодской области.
Входит в состав Завражского сельского поселения, с точки зрения административно-территориального деления — в Завражский сельсовет.
Расстояние по автодороге до районного центра Никольска — 38 км, до центра муниципального образования Завражья — 7 км. Ближайшие населённые пункты — Токовица, Дунилово, Дуниловский.
По переписи 2002 года население — 43 человека (16 мужчин, 27 женщин). Всё население — русские.